# Fljótavík
Fljótavík est un fjord situé en Islande au bout de la péninsule de Hornstrandir.